# Isla Saltspring

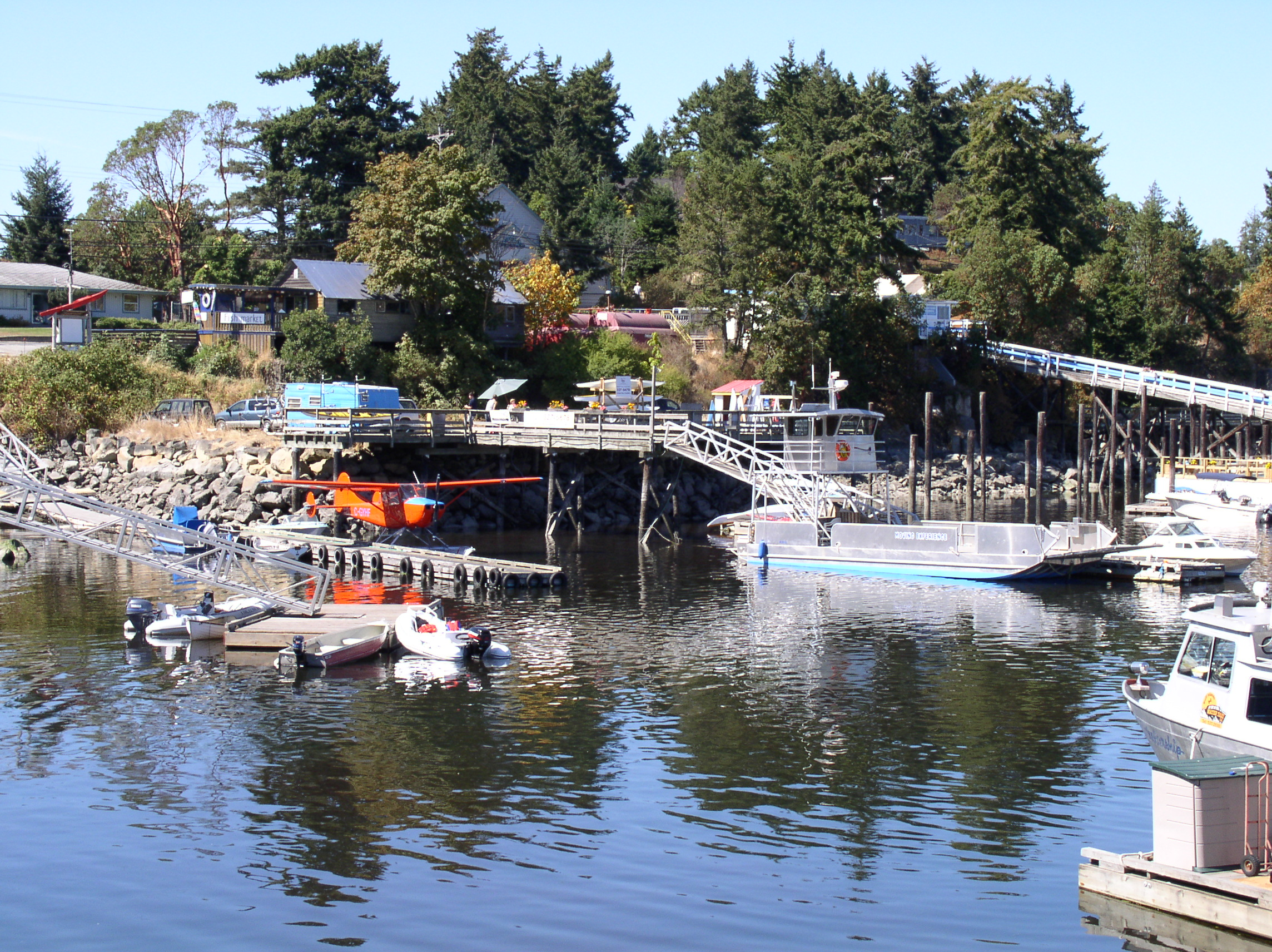
Isla Saltspring

La isla Saltspring es la mayor, más habitada y más visitada de las islas del Golfo. Se encuentra en el estrecho de Georgia, entre la isla de Vancouver y la costa pacífica de la Columbia Británica, Canadá. Recibió el nombre por parte de oficiales de la Hudson’s Bay Company, por las cascadas de agua salada helada que existen en el norte de la misma.
- Datos: Q2215523
- Multimedia: Saltspring Island / Q2215523